# Icacinales
Icacinales Tiegh. è un ordine di piante angiosperme eudicotiledoni del clado Lamiidi (o Euasteridi I).

## Tassonomia
La classificazione APG IV riconosce le seguenti famiglie come appartenenti all'ordine:
- Oncothecaceae Kobuski ex Airy Shaw
- Icacinaceae Miers